# Corinne Rey-Bellet
Corinne Rey-Bellet (Val-d'Illiez, 2 agosto 1972 – Val-d'Illiez, 30 aprile 2006) è stata una sciatrice alpina svizzera.

## Biografia

### Stagioni 1989-2001
La Rey-Bellet, originaria di Les Crosets di Val-d'Illiez, debuttò in campo internazionale in occasione dei Mondiali juniores di Aleyska 1989 e ottenne il primo piazzamento di rilievo in Coppa del Mondo il 15 gennaio 1992 nello slalom gigante di Hinterstoder (20ª); nella stessa stagione esordì ai Giochi olimpici invernali, piazzandosi 17ª nello slalom gigante di Albertville 1992, e ottenne il suo primo podio in Coppa del Mondo, il 21 marzo a Crans-Montana sempre in slalom gigante (3ª).
Esordì ai Campionati mondiali in occasione della rassegna iridata di Morioka 1993, dove si classificò 40ª nel supergigante e 14ª nello slalom gigante; l'anno dopo ai XVII Giochi olimpici invernali di Lillehammer 1994 non completò la prova di slalom gigante, mentre nel 1995 in Coppa Europa vinse la classifica di slalom gigante. Ai Mondiali del 1996 in Sierra Nevada si piazzò 10ª sia nella discesa libera sia sul supergigante; nelle medesime specialità ai XVIII Giochi olimpici invernali di Nagano 1998 fu rispettivamente 30ª e 31ª.
Il 16 gennaio 1999 ottenne a Sankt Anton am Arlberg in discesa libera la sua prima vittoria in Coppa del Mondo e nella stessa stagione disputò i Mondiali di Vail/Beaver Creek, dove si classificò 17ª nella discesa libera, 8ª nel supergigante, 6ª nello slalom gigante e 8ª nella combinata. Nella successiva rassegna iridata di Sankt Anton am Arlberg 2001 fu invece 4ª nella discesa libera, 6ª nel supergigante, 4ª nella combinata e uscì nella seconda manche dello slalom gigante.

### Stagioni 2002-2003
Ai XIX Giochi olimpici invernali di Salt Lake City 2002, sua ultima presenza olimpica, si classificò 5ª nella discesa libera, 9ª nel supergigante e 13ª nello slalom gigante; nella stessa stagione in Coppa del Mondo ottenne la sua ultima vittoria nel circuito, il 2 marzo a Lenzerheide in discesa libera, e i suoi migliori piazzamenti di carriera sia in classifica generale (7ª), sia in una Coppa di specialità (3ª nella classifica di discesa libera).
Salì per l'ultima volta sul podio in Coppa del Mondo in occasione della discesa libera di Lake Louise del 7 dicembre 2002 (2ª) e al suo congedo iridato, Sankt Moritz 2003, vinse la medaglia d'argento nella discesa libera e si classificò 7ª nel supergigante. Disputò la sua ultima gara di Coppa del Mondo il 13 marzo a Lillehammer, piazzandosi 9ª in supergigante, e si ritirò il 25 marzo successivo in occasione dei Campionati svizzeri 2003, quando a Verbier vinse la sua ultima medaglia nazionale (bronzo in discesa libera).
Il 30 aprile 2006, dieci giorni dopo la separazione dal marito, venne uccisa durante una lite dall'uomo, che sparò anche al fratello della Rey-Bellet, uccidendolo, e alla madre, ferendola gravemente, per poi suicidarsi.

## Palmarès

### Mondiali
- 1 medaglia:
  - 1 argento (discesa libera a Sankt Moritz 2003)

### Coppa del Mondo
- Miglior piazzamento in classifica generale: 7ª nel 2002
- 15 podi (10 in discesa libera, 3 in supergigante, 2 in slalom gigante):
  - 5 vittorie
  - 3 secondi posti
  - 7 terzi posti

#### Coppa del Mondo - vittorie
| Data            | Località               | Paese    | Specialità |
| --------------- | ---------------------- | -------- | ---------- |
| 16 gennaio 1999 | Sankt Anton am Arlberg | Austria  | SG         |
| 16 gennaio 1999 | Sankt Anton am Arlberg | Austria  | DH         |
| 15 gennaio 2000 | Altenmarkt im Pongau   | Austria  | DH         |
| 9 marzo 2001    | Åre                    | Svezia   | SG         |
| 2 marzo 2002    | Lenzerheide            | Svizzera | DH         |

Legenda:

DH = discesa libera

SG = supergigante

### Coppa Europa
- Miglior piazzamento in classifica generale: 7ª nel 1992
- Vincitrice della classifica di slalom gigante nel 1995
- 3 podi (dati dalla stagione 1994-1995):
  - 2 vittorie
  - 1 secondo posto

#### Coppa Europa - vittorie
| Data             | Località             | Paese  | Specialità |
| ---------------- | -------------------- | ------ | ---------- |
| 15 dicembre 1994 | Gressoney-La-Trinité | Italia | GS         |
| 16 dicembre 1994 | Gressoney-La-Trinité | Italia | GS         |

Legenda:

GS = slalom gigante

### Campionati svizzeri
- 11 medaglie (dati dalla stagione 1994-1995)[2]:
  - 7 ori (slalom gigante nel 1995; discesa libera, combinata[senza fonte] nel 1996; supergigante nel 1998; discesa libera nel 2000; discesa libera, supergigante nel 2001)
  - 3 argenti (discesa libera nel 1995; slalom gigante nel 2001; slalom gigante nel 2002)
  - 1 bronzo (discesa libera nel 2003)